# Ансімов Микола Іванович
Ансі́мов Микола Іванович (1913, Горлівка, Катеринославська губернія, Російська імперія — 19??) — український футболіст, захисник, футбольний тренер.

## Футбольна кар'єра

### Клубна кар'єра
У 1945 році захищав кольори «Стахановця» зі Сталіно.

## Тренерська кар'єра
Після закінчення футбольної кар'єри Анісімов почав працювати тренером. Спочатку він працював у підготовчій групі «Шахтаря» Сталіно. На початку 1960-х він приєднався до навчального складу «Азовсталі» із Жданова. У серпні 1961 року він очолив клуб у Маріуполі, яким керував до кінця 1961 року.